# Ruda (rejon białocerkiewski)
Ruda (ukr. Руда) – wieś na Ukrainie, w obwodzie kijowskim, w rejonie białocerkiewskim.